# 李桂金
李桂金（1913年3月—1948年8月），中国近代历史人物，河南省卢氏县文峪乡双庙村人，绰号“李大脚”。自幼家境贫寒，为了生计，经常爬山攀崖，因此练就了一副健壮的体魄和刚强豪爽的性格。1944年开始在县城东街的一个小磨坊卖玉米糁子勉强度日。1947年9月，解放军攻占卢氏县，李桂金依靠共产党政府斗地主、打击人贩子、智抓卢氏县保安团营长蒋光华，与封建地主势力作斗争。1948年6月，国民党军队反扑卢氏县，面对强敌，李桂金主动要求留在县城搜集敌人情报。同年8月份，国民党县长杨春亭为了警告全县人不得与共产党为伍，杀鸡儆猴，根据地主阶级的举报派便衣队把“典型分子”李桂金枪杀在其家中。李桂金遇难时不屈，一直在大骂国民党反动派。中华人民共和国成立后不久，杀害李桂金的主要负责人杨春亭被共产党执行枪决。